# Spark (película de 2024)
Spark es una película de suspenso romántico estadounidense de 2024 escrita y dirigida por Nicholas Giuricich en su debut cinematográfico. La película está protagonizada por Theo Germaine, Vico Ortiz y Danell Leyva.

## Trama
Aaron, un ilustrador transmasculino, conoce a un hombre guapo llamado Trevor en una fiesta. Después de tener relaciones sexuales, Aaron queda atrapado en un bucle temporal, reviviendo el día en que conoció a Trevor una y otra vez. Su entusiasmo inicial por saber más sobre Trevor se vuelve inquietante cuando Aaron sospecha que Trevor también sabe sobre el bucle temporal. Aaron entonces se concentra en quién es Trevor y lo que está tratando de hacerle.

## Elenco
- Theo Germaine como Aaron
- Vico Ortiz como Dani
- Danell Leyva como Trevor
- Christina Villa como Veronique
- Abigail Achiri como Shannon
- Jason Cáceres como Franco
- Nancy Nave como Terra

## Producción
Spark fue dirigida, escrita y producida por Nicholas Giuricich, con los productores adicionales Jackson Giuricich y Lesley Lopez, y la productora ejecutiva Lisha Yakub Sevanian. A Theo Germaine le atrajo la idea de interpretar al complejo protagonista, y comentó: «Hay una tendencia entre los actores como yo a interpretar personajes excepcionales... Aaron es un desastre. Es un desastre, está desesperado y toma malas decisiones. Me gustó interpretar a un personaje que no fuera perfecto en ningún sentido». La película se rodó en Los Ángeles, con fotografía de Tamiah Bantum y Mathew Young, y montaje de Peter Frintrup. Las empresas productoras incluyeron Berlin 7 LLC y ReKon Productions.

## Estreno
Spark tuvo su estreno mundial el 24 de mayo de 2024 en el Festival de Cine y Video Inside Out en Toronto y luego se proyectó en el Festival Dances With Films en Los Ángeles el 24 de junio de 2024.

## Recepción
Spark recibió algunos comentarios positivos. Thomas Erin de Original Cin escribió: “Hay infinitas películas que te transportan al pasado, y aun así, Giuricich de alguna manera logra aportar algo nuevo a un género”. Rachel Shatto de Pride.com describió la película como “un thriller erótico queer de bucle temporal”. Paz O'Farrell de ScreenAnarchy también le dio a la película una crítica positiva y escribió: “La parte central fue fascinante. Es difícil para el espectador no involucrarse en esta película sobre el romance y Vico Ortiz brilla particularmente en su actuación”. La película también fue elogiada por su representación de personajes trans y no binaries, con Pat Mullen de Extra Magazine declarando: “Spark marca a Theo Germaine como una estrella a tener en cuenta en una generación innovadora para la representación trans y no binaria”.